# 蛋炒飯抗議
蛋炒飯抗議是中國大陸網民反對中國共產黨和中国政府的網路抗議方式，用以諷刺毛澤東長子毛岸英之死。抗議於每年10月24日（毛岸英的生日），又或者是11月25日（毛岸英的死亡日期）前後發生。網民以張貼蛋炒飯食譜的形式，來影射毛岸英於朝鲜战争期間據稱因製作蛋炒飯而遭空襲身亡的事蹟。有關貼文通常會被中共中央网信办封鎖或刪除，並會對涉事人士作出處罰。

## 背景
毛岸英在朝鲜战争期間為中国人民志愿军司令员彭德怀直属部下，擔任志願軍司令部俄語翻譯和機要秘書。在韓戰中擔任軍隊司令部辦公室副主任的杨迪，其回憶錄《在志願軍司令部的歲月裏——鮮為人知的真情實況》第28頁提到毛岸英於1950年11月25日早上，從朝鲜人民军次帥朴一禹送給彭德怀的物資中偷去數隻雞蛋，並為自己準備早餐。正當毛岸英正在製作蛋炒飯時，卻遭到了美國空軍投擲凝固汽油彈襲擊而身亡。而美國空軍之所以注意到該地點，是因為他做飯時弄出的炊煙，否则，作為志願軍總指揮所在的地點應該是高度機密，本不應成為轟炸的目標。而當時志願軍為防空襲已明令禁止在白天生火，毛此舉無疑是觸犯了軍紀的。
儘管中國官方多次對上述回忆的真实性表示反对和驳斥，但不買帳的網民則在每年10至11月期間，於網路上張貼蛋炒飯的食譜，作為一種抗議中國政府的形式。有網民更把毛岸英的忌日命名為「蛋炒飯節」、「中國的感恩節」，以慶祝蛋炒飯將中國“從變成朝鮮般的世襲統治中拯救出來”。

## 相关事件
2018年10月24日，人民日报官方微博账号转发视频博主“美食作家王刚”制作蛋炒饭的视频，2019年11月25日人民日报微博又转发视频博主“不二食记”制作蒸水蛋的视频。这两条微博因被认为是影射毛岸英而招致部分网民的批评。
2020年10月27日，“美食作家王刚”發佈了一篇蛋炒飯的食譜，他被控利用視頻貼文作「惡意政治影射」，侮辱毛岸英的形象，最後被迫道歉。
2021年10月23日，中国联通江蘇分公司的微博發佈了一篇「薑蛋炒飯」食譜，隨後該公司的微博帳戶便因「違反社區公約」而遭到禁言。該帳號之所以被禁言，是因為相關貼文「侮辱」了在朝鲜战争期間支援朝鮮人民軍抗戰的人民志願軍。一名男子也於2021年10月7日張貼有關蛋炒飯的留言，隔日即遭舉報並被公安機關拘留10天。據傳媒報道指出，該名男子曾留言指出「寒戰（‘韩战’的谐音）最大成果就是蛋炒饭，感谢蛋炒饭！没有蛋炒饭，我们（中國）就跟曹县（‘朝鲜’的谐音）一样没区别。当然，可悲的是现在也区别不大。」
2023年11月27日，“美食作家王剛”再次因發布蛋炒飯烹調短片遭攻擊為「侮辱英烈」，王剛在刪除後發布影片表示「跟大家鄭重地道歉，對不起，作為廚師，以後再也不做蛋炒飯，也不拍蛋炒飯」。

## 影响

### 官方回應
有意見認為，政府當局於10至11月期間管理網路上有關蛋炒飯的貼文，並對涉事人士作出公開指責，「是一種用以建構一個遵從社會主義核心價值的互聯網之縱容方法」。官方从未證實關於毛岸英之死的炒飯故事，但該故事已激怒中国民族主义者及习近平当局。

### 民间反应
有不少中國網民對發佈蛋炒飯貼文者大感不滿，呼籲官方以「侮辱英烈」罪名進行調查。然而，也有一些微博網友表示圍攻者是在上綱上線、牽強附會。